# Sareptidae
De Sareptidae is een familie van tweekleppigen uit de orde Nuculoida.

## Geslachten
- Pristigloma Dall, 1900
- Sarepta A. Adams, 1860
- Setigloma Schileyko, 1983